# Abri Happy Four
L'abri Happy Four, en anglais Happy Four Shelter, est un refuge de montagne américain du comté de Jefferson, dans l'État de Washington. Situé dans les montagnes Olympiques, il a été construit au milieu des années 1930 par le Service des forêts des États-Unis dans un style rustique. Protégé au sein du parc national Olympique, il est inscrit au Registre national des lieux historiques depuis le 13 juillet 2007.